# ミラーアップ

ミノルタSR-T101でのミラーアップ

ミラーアップ（Mirror lock-up ）とは、一眼レフカメラにおいて、シャッターを切る前に前もってミラー（反射鏡）を上げた状態で止めておく機能である。撮影時のブレを防止することを目的として用いられる。

## 構造

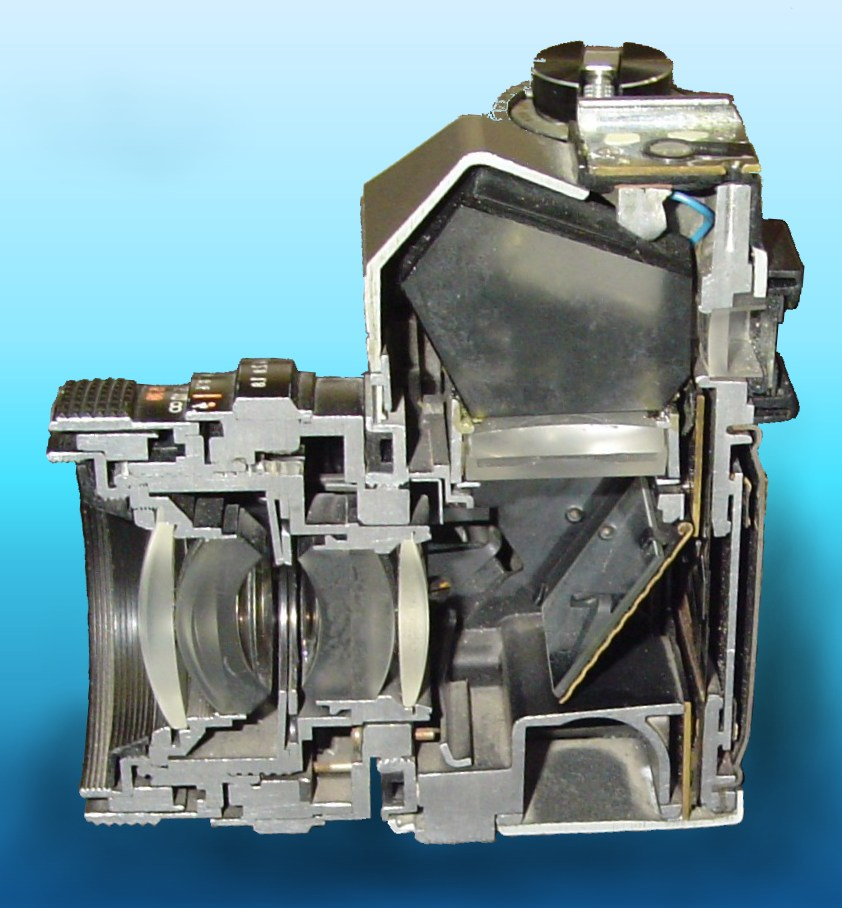
一眼レフカメラの断面(一例)
左から入った光はレンズ(1)を通過する。光は反射鏡(2)により上方へ反射された後、ペンタプリズムまたはペンタミラー(7)を経てファインダー(8)へと至る。
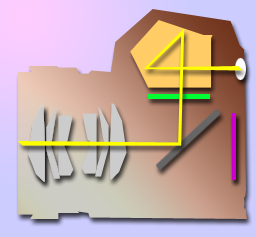
反射鏡を上げない状態。
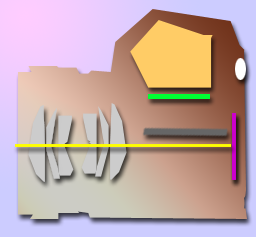
反射鏡を上げた状態。 光はレンズを通過後、撮影素子に当たる。

## ミラーアップの必要性

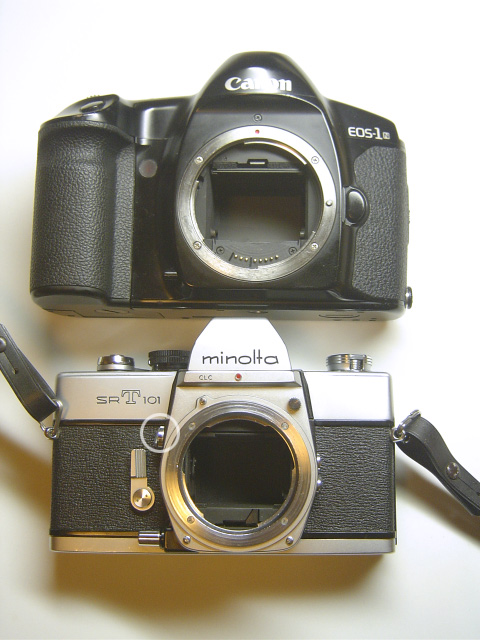
ミラーアップしたキヤノンEOS-1NとミノルタSR-T101。旧式のカメラでは丸印で示すようなつまみの操作でミラーアップするが、比較的新しい電子制御のカメラではキヤノンEOS-1Nのようにコマンド操作でミラーアップするものもある

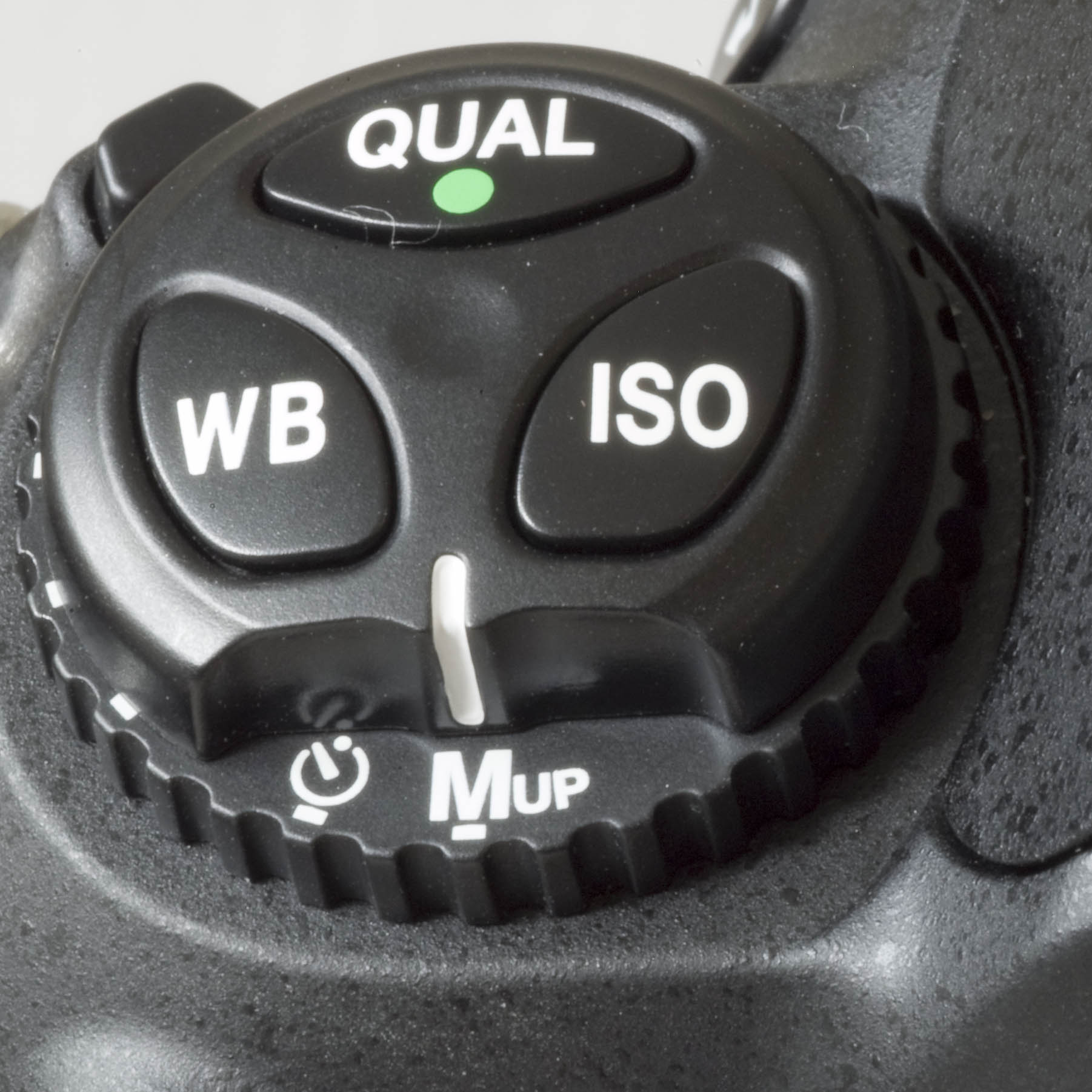
ダイアル式操作
[Fujifilm FinePix S5Pro (Nikon D200ボディ)

ミラーアップは、ニコンFなど、初期の一眼レフカメラには必須の機能だったが、逆望遠型の広角レンズのラインナップが充実したため、必ずしも必須とは言えなくなった。現在では一部の高級機を中心にミラーアップ機能を装備している。ほとんどの一眼レフカメラはミラーの反射光によってTTL露出計による測光を行っている。また、オートフォーカス式の一眼レフカメラの多くでは、レンズからの像をミラーで反射させてからAFセンサーに導いている。これらのカメラでは、ミラーアップしている間は、それぞれ露出調整機能やオートフォーカス機能が働かない。
次の2つの理由から必要とされる。

### 広角レンズ
逆望遠型の登場以前、画像が結像する場所は、レンズから焦点距離だけ離れた場所か、それより後ろにあった。すると、広角レンズの場合、レンズの末尾がミラーより後ろに来てしまう。このため、広角レンズ使用時はミラーアップが必要であった。広角レンズのピント合わせは目測で充分だが、ミラーアップするとピント合わせだけでなくフレーミングも不可能となってしまうため、正確なフレーミングが必要な場合は外付けのファインダーを使用する。幸いなことに広角では外付けファインダーでもパララックスの影響は小さい。

### カメラのぶれ
天体撮影や顕微鏡撮影などの高倍率での撮影は、わずかな振動でも像のぶれにつながる。そのため、撮影にともなう機械的ショックは可能な限り抑制したい。レリーズボタンの操作によるぶれはレリーズケーブルを使ったリモートレリーズか、セルフタイマーで回避する。シャッターによるショックは避けられないが、たいていのシャッターは高速動作のために軽く作られているのでシャッターのショックは比較的には小さい。
ミラーはシャッター動作の直前にカメラ内部で激しく動作するため、カメラに与えるショックは大きい。ミラーによるこのような揺れは「ミラーショック」と呼ばれている。これを避けるため（構図の確認が必要な場合は構図を確認した後）ミラーによる揺れが生じないように事前にミラーアップしてからシャッターを切る。